# 青木と髙橋のもうすぐ金になるラジオ
『青木と髙橋のもうすぐ金になるラジオ』（あおきとたかはしのもうすぐきんになるラジオ）は、2022年5月19日からYouTube Live「IFUKUBO ch」にて生配信されているインターネットラジオ番組。パーソナリティは声優の青木瑠璃子と髙橋ミナミ。略称は「もう金ラジオ」。

## 概要
青木と髙橋は以前、「る〜りぃ♡み〜な ukiuki ルミナス」（MUSIC BIRD for Community FM）にて一緒に番組を担当していた。同番組は2018年12月で終了となったが、番組終了後も番組イベントの構成作家を務めていた伊福部崇に対して髙橋が再び二人でラジオをやりたい旨の話をしていたことから、YouTubeにて二人の生配信ラジオが行われることとなった。初回放送時には番組タイトルが決まっておらず、2022年5月19日配信の「青木瑠璃子と髙橋ミナミの新番組　#0」内にてタイトルが決定した。
2022年7月21日配信回にて翌週28日の#10の配信をもって番組の休止が発表されたが、元々パーソナリティのスケジュールの都合で短期で終了する事が決まっていたことと、期間を置いて再開することが同時に発表された。
2023年2月16日よりシーズン2として配信が再開された。

## パーソナリティ
- 青木瑠璃子
- 髙橋ミナミ

代打パーソナリティ
- 五十嵐裕美（第135回 2025年7月24日[注 1]）

## 配信時間
- 2022年5月19日 - 2022年7月28日
毎週木曜日 22:00 - 23:30
- 2023年2月16日 -
毎週木曜日 22:00 - 23:00

## コーナー

### 現在のコーナー
もう金あみだくじ
リスナーが決めあぐねていることをあみだクジで決めてあげようというコーナー。オープニングトークに内包されている。タイトルコール後は挨拶なしで二人の自己紹介をし、番組紹介となる。
二人のわかれ話！
答えが2択になりそうな質問を募集するコーナー。
夢小説復権委員会
夢小説を令和に再び盛り上げるべく、髙橋が夢小説復権委員会会長となって夢小説の魅力を再確認していくコーナー。

### 過去のコーナー
もう金 TRUE OR FALSE？
世の中にある様々なことが本当か嘘かを判定していくコーナー。
青木さんはご存知ないと思うんですが
ネットにある知識以外を全然知らない青木が知らないと思うことを送ってもらうコーナー。
45度
皆にとってちょうど良いかちょうど良くないかの瀬戸際を募集するコーナー。第0回放送（2022年5月19日）にて洲崎綾が番組タイトル案として送ってきた「45度のラジオ」をもとにコーナー化したもの。
青木瑠璃子ノンサプライズバースデイパーティー企画会議！
サプライズが嫌いな青木の3月24日の誕生日を祝うためにどんなパーティーにするかをみんなで考えるコーナー。
髙橋ミナミサプライズバースデイパーティー企画会議！
サプライズが大好きな髙橋の12月20日の誕生日を祝うためにどんなパーティーにするかをみんなで考えるコーナー。

## ゲスト
向清太朗（天津）
（第16回 2023年3月23日）
青木瑠璃子ノンサプライズパースデーパーティーのスペシャルゲスト。
Machico
（第55回 2023年12月21日）
髙橋ミナミサプライズパースデーパーティーのスペシャルゲスト。
五十嵐裕美
（第67回 2024年3月21日）
青木瑠璃子ノンサプライズパースデーパーティーのスペシャルゲスト。
愛美
（第105回 2024年12月19日）
髙橋ミナミサプライズパースデーパーティーのスペシャルゲスト。